# Júbari (1923)
Júbari (japonsky 夕張, řeka na Hokkaidó) byl jediným lehkým křižníkem své třídy japonského císařského námořnictva za druhé světové války. Jednalo se o experimentální prototyp, který se stal vzorem pro těžké křižníky císařského námořnictva.
Na začátku druhé světové války Júbari podporoval japonskou invazi na atol Wake a později doprovázel letadlové lodě Akagi a Kaga při obsazení Rabaulu. Během amerického nájezdu na Lae a Salamaua byl lehce poškozen. Zúčastnil se operace MO a během bojů o Guadalcanal se zúčastnil bitvy u ostrova Savo. Poté se věnoval převážně eskortní službě. Při návratu z výpadu proti americkému vylodění na Rendova najel 5. července 1943 na minu a byl poškozen. Dopoledne 27. dubna 1944 byl torpédován ponorkou USS Bluegill a potopil se v ranních hodinách 28. dubna.

## Stavba

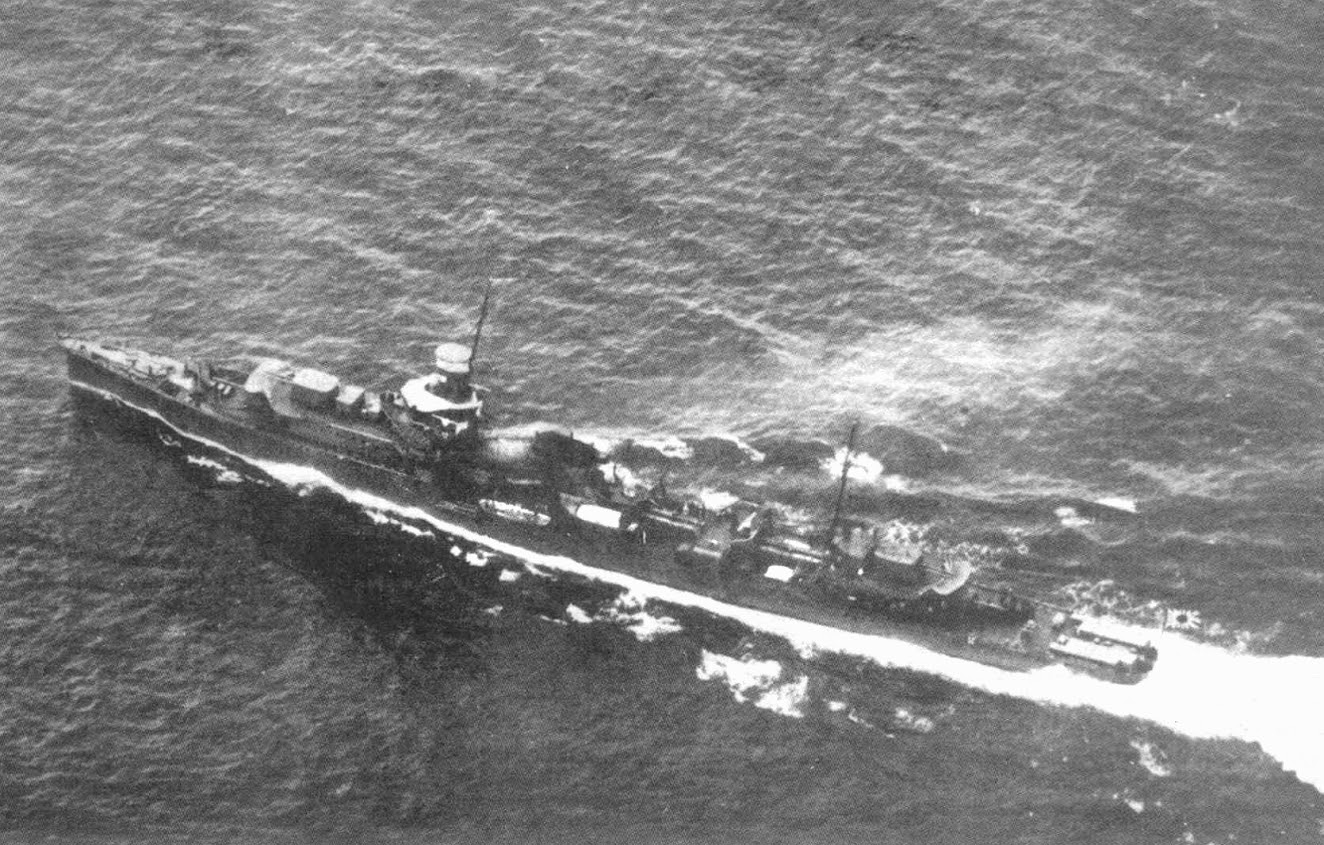
Júbari během zkoušek

Júbari byl postaven v loděnici v Sasebu. Kýl lodi byl založen 5. června 1922, dne 5. března 1923 byl trup spuštěn na vodu a 23. července 1923 byla loď dokončena.

## Popis

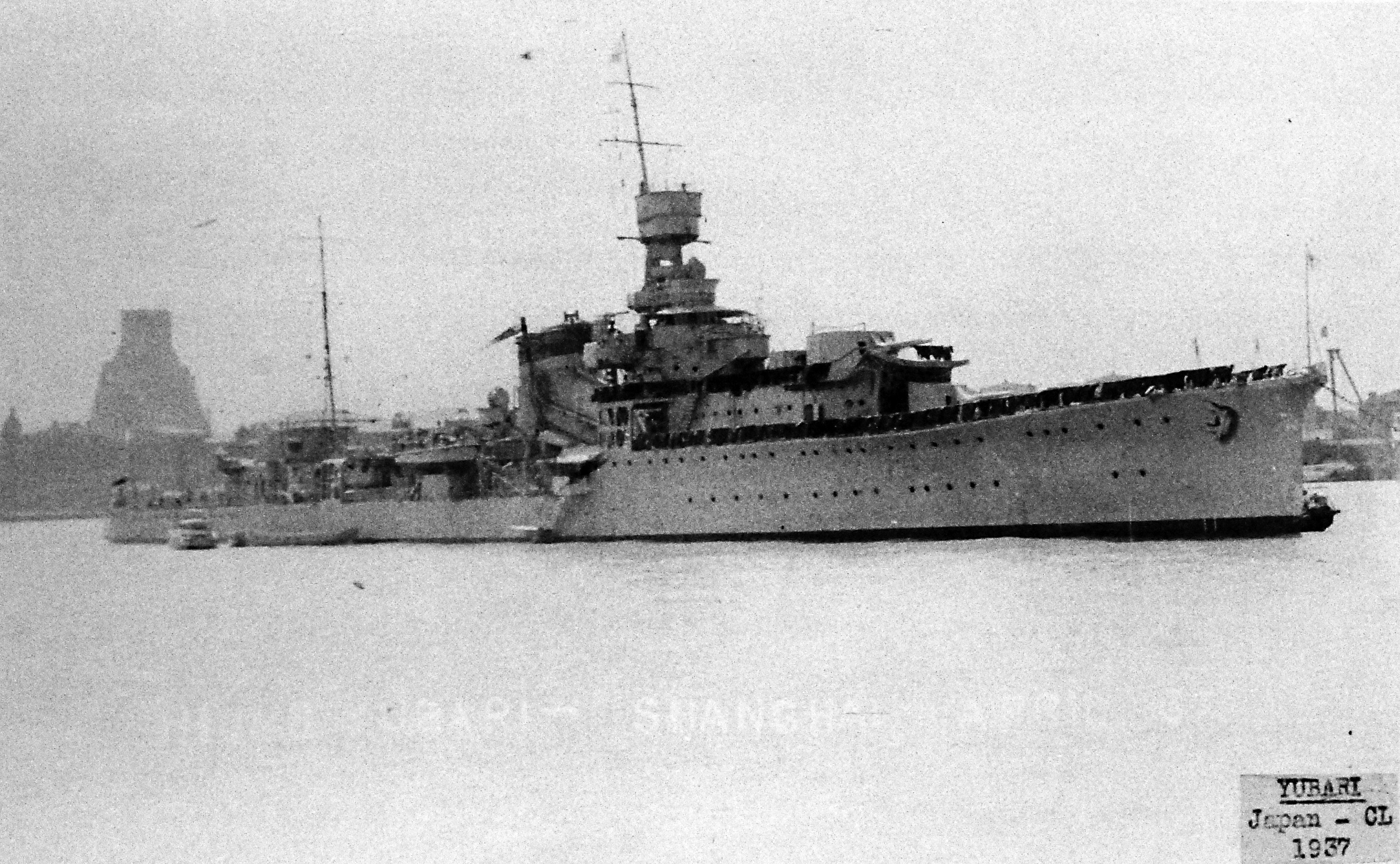
Júbari

Křižník byl experimentální konstrukcí, která měla mít díky novým konstrukčním prvkům při výrazně menším výtlaku stejný bojový potenciál a rychlost, jako dosavadní japonské lehké křižníky. Toho bylo dosaženo například umístěním hlavní výzbroje či integrací pancéřování do konstrukce lodi. Autorem projektu lodě byl Juzuru Hiraga.
Na rozdíl od předchozích konstrukcí byla hlavní výzbroj křižníku soustředěna v dělových věžích v ose lodě. Přes menší počet hlavní tak měla loď stejnou boční salvu. Júbari nesl celkem šest 140mm kanónů typu 3. roku ve čtyřech lafetacích (dvě byly jednohlavňové a dvě dvouhlavňové). Ty doplňoval jeden 76,2mm protiletadlový kanón typu 3. roku a dva 7,7mm kulomety typu RU. Torpédová výzbroj sestávala po dokončení ze dvou dvouhlavňových 610mm torpédometů se zásobou osmi torpéd. Loď, kvůli nedostatku prostoru na palubě, nenesla hydroplán. Až do roku 1935 byla loď vybavena pro nesení 48 min.
Júbari byl pouze lehce pancéřován – pohonný systém kryl boční pancíř o síle 57 mm a paluba měla sílu 25,4 mm. Jiný pancíř loď nenesla.
Pohonný systém tvořilo osm kotlů Kampon a tři sestavy parních turbín, roztáčejících tři třílisté lodní šrouby. Nejvyšší rychlost křižníku po dokončení byla 34,8 uzlů a dosah 5000 námořních mil (9260 km) při 14 uzlech (25,9 km/h) Posádku tvořilo celkem 328 mužů.

## Služba
Dne 10. června 1944 byl Júbari vyškrtnut ze seznamu lodí japonského císařského námořnictva.